# Stivichall
Stivichall är en stadsdel i Coventry, i distriktet Coventry, i grevskapet West Midlands, i England. Stivichall var en civil parish fram till 1932 när blev den en del av Coventry och Baginton. Denna civil parish hade 76 invånare år 1931.